# Nadace
Nadace (angl. foundation, něm. Stiftung) je podle českého práva účelové sdružení majetku, zřízené zakladatelem k dosahování společensky nebo hospodářsky užitečných cílů. Její název musí obsahovat slovo „nadace“ a zpravidla také označení, poukazující na její účel. Podobné funkce může plnit i nadační fond, který ale na rozdíl od nadací nemusí mít trvalý charakter a výnosnou povahu, případně svěřenský fond, který ale na rozdíl od nadace nebo nadačního fondu není nadán samostatnou právní subjektivitou.
V českém právu byla nadace původně obecný druh právnické osoby, který jako účelové sdružení majetku představovalo protipól sdružením osob (korporacím), od roku 2014 však tuto obecnou úlohu převzaly fundace a nadace je již jen jedním z jejich typů.
Právní úprava nadací je obsažena především v ustanoveních § 306–393 občanského zákoníku, nadace zřízené podle zákona č. 227/1997 Sb., o nadacích a nadačních fondech, účinného do konce roku 2013, existují dále a jsou považovány za nadace podle občanského zákoníku. Na vše, co není v novém občanském zákoníku speciálně upravené v části týkající se fundací, nadací a nadačních fondů, se použije obecná právní úprava právnických osob (§ 118–209 občanského zákoníku).
Nejznámějšími nadacemi jsou Nadace Alfreda Nobela, udělující každoročně Nobelovy ceny. V českých zemích pak historické Nadání Josefa, Marie a Zdenky Hlávkových (Hlávkova nadace), Vize 97 Nadace Dagmar a Václava Havlových, Dobrý anděl, Výbor dobré vůle – Nadace Olgy Havlové, nadace Naše dítě, Nadace Partnerství a mnoho dalších.

## Účel nadace
Účel nadace může být veřejně prospěšný, pokud její činnost spočívá v podpoře obecného blaha, i účel dobročinný, spočívá-li její činnost v podpoře určitého okruhu osob. Nelze však založit nadaci za účelem podpory politických stran a hnutí nebo sloužící výlučně výdělečným cílům. Případné podnikání nadace může být jen vedlejší činností k podpoře jejího hlavního cíle. Pokud se stane, že nadace plní zakázaný účel, soud ji bez návrhu zruší a nařídí její likvidaci.
Účel nadace je jejím nejdůležitějším pojmovým znakem. Zakladatel je povinen účel vymezit ve svém zakladatelském právním jednání; jde o jeho podstatnou náležitost. Účel může být nastaven obecně nebo naopak velmi detailně, může se určit i více účelů a posloupnost jejich naplňování. Přesnost vymezení účelu v zakladatelském právním jednání je důležitá i z hlediska uplatňování vlastní vůle členů orgánů nadace. Platí, že čím přesněji jsou účel i další otázky specifikovány, tím menší prostor je dán pro uplatnění vůle odlišné od vůle zakladatele.

## Známka kvality
Známka kvality pro nadace a nadační fondy slouží jako potvrzení kvality nadací a nadačních fondů, nebo také firemních nadací a firemních nadačních fondů, které byly založeny komerčním subjektem. Slouží jako jasný signál, že daný nadační subjekt funguje nad rámec zákonných požadavků, dodržuje etické principy, pracuje kvalitně a jedná transparentně. Tím posiluje důvěru veřejnosti, dárců a partnerů ve svou odbornou a etickou profesionalitu a usnadňuje jejich orientaci mezi jednotlivými nadačními subjekty. Už při samotném hodnotícím procesu je navíc kladen důraz na zkvalitnění fungování nadací a nadačních fondů a pomoc při jejich rozvoji a zvýšení výkonnosti. Tyto subjekty mohou také zlepšovat svou práci a postavení na základě detailního hodnocení, které je v procesu udílení známky kvality vytvořeno včetně doporučení pro jejich další činnost.

## Založení nadace
Nadace může být ustavena zakladatelským právním jednáním nebo zákonem. Zakládá se nadační listinou, jíž může být zakládací listina nebo pořízení pro případ smrti, vždy ve formě veřejné listiny – notářský zápis. Zakládací listinu nadace pořizuje jedna osoba nebo více osob. Pokud je více zakladatelů, v záležitostech nadace musí jednat jednomyslně. V případě, že odmítá některá z těchto osob souhlas bez vážného důvodu udělit, může soud svým rozhodnutím, k návrhu kterékoli z ostatních zakládajících osob, jeho souhlas nahradit.
V občanském zákoníku je značné množství dispozitivních ustanovení, která se budou aplikovat, nebude-li jiné odkazovací ustanovení na přiměřené či obdobné použití v zakladatelském právním jednání. Jsou to např. vyloučení podnikání při jeho uvedení v zakládací nadační listině, rozhodování o změnách statutu, možnost změny sídla nadace, možnost změnit rozhodnutím zakladatele nadační listinu a další. S ohledem na četnost těchto dispozitivních ustanovení a zejména na následky jejich aplikace se doporučuje řešit založení nadace s expertem před podáním žádosti notáři.
Zakládací listina nadace obsahuje
- název a sídlo nadace,
- jméno zakladatele a jeho bydliště nebo sídlo,
- vymezení účelu, pro který se nadace zakládá,
- údaj o výši vkladu každého zakladatele,
- údaj o výši nadačního kapitálu,
- počet členů správní rady i jména a bydliště jejích prvních členů a údaj, jakým způsobem členové správní rady za nadaci jednají,
- počet členů dozorčí rady i jména a bydliště jejích prvních členů, případně, není-li dozorčí rada zřizována, jméno a bydliště prvního revizora,
- určení správce vkladů a
- podmínky pro poskytování nadačních příspěvků, případně okruh osob, jimž je lze poskytnout, nebo okruh činností, jež nadace může vzhledem k svému účelu vykonávat, anebo určení, že tyto náležitosti stanoví statut nadace.[5]

Při založení nadace pořízením pro případ smrti se do nadace vnáší vklad povoláním nadace za dědice nebo zřízením odkazu. V takovém případě nabývá založení nadace účinnosti smrtí zůstavitele.
Je-li nadační listina obsažena v pořízení pro případ smrti, obsahuje alespoň
- název nadace,
- vymezení účelu, pro který se nadace zakládá,
- údaj o výši vkladu,
- údaj o výši nadačního kapitálu a
- podmínky pro poskytování nadačních příspěvků, případně okruh osob, jimž je lze poskytnout, anebo určení, že tyto náležitosti stanoví statut nadace.[11]

## Statut
Pro úpravu vnitřních poměrů se vydává statut. Statut nadace přijímá buď zakladatel při založení nadace, nebo ho musí vydat správní rada do jednoho měsíce od vzniku nadace. Vydává-li jej správní rada, vždy tak musí učinit s předchozím souhlasem dozorčí rady, resp. revizora. Statut se ukládá do sbírky listin. Nemá předepsanou formu veřejné listiny, stačí jej vydat v písemné podobě s opatřením podpisů těch, kteří jsou oprávněni jej vydat.

## Vznik nadace
Nadace vzniká dnem zápisu do veřejného rejstříku. Návrh na zápis do nadačního rejstříku podává zakladatel nebo jím určená osoba. Neurčí-li zakladatel něco jiného, podá návrh na zápis jménem nadace její správní rada. Formulář návrhu podaný písemnou nebo elektronickou cestou musí obsahovat náležitosti vyjmenované v obecném i zvláštním ustanovení zákona o veřejných rejstřících.
Vznik nadace dle zákona o nadacích a nadačních fondech byl dvoufázový (obdobně jako je tomu u jiných právnických osob). Nejprve byla nadace založena a vznikla teprve konstitutivním zápisem do nadačního rejstříku. Vzhledem k tomu, že mezi založením a vznikem byl vždy určitý časový rozestup, bylo potřeba v zákoně o nadacích a nadačních fondech upravit i toto mezidobí. Nadace nebyly před svým vznikem plnohodnotnými právnickými osobami a nemohly tedy jako právnické osoby jednat. Další otázkou bylo, kdo bude v době mezi založením a vznikem nadace spravovat majetkové vklady. Tato činnost byla svěřena osobě, kterou určil zakladatel v nadační listině, nebo v případě založení nadace závětí, vykonavateli závěti.
Podle nového občanského zákoníku jednání nadace v období mezi založením a vznikem vychází z obecných ustanovení o právnických osobách. Stále lze sice jednat za nadace jejím jménem ještě dříve než vzniknou, nově je ale z tohoto jednání oprávněn a povinen ten, kdo ho učiní (zakladatel, či jiná osoba jím určená). Pokud by takto jednalo více osob, budou oprávněny a zavázány společně a nerozdílně. Nadace pak mají tříměsíční lhůtu od svého vzniku na převzetí účinků těchto jednání.

## Orgány nadace
Statutární orgán nadace je správní rada, která má alespoň 3 členy, nově již nemusí být počet členů dělitelný třemi. Členem správní rady může být i právnická osoba. Zastupuje nadaci ve všech jejích záležitostech. Počet členů, jména prvních členů a způsob, jakým za nadaci správní rada jedná, je uveden v nadační listině. V nadačním rejstříku je zapsáno jméno, adresa nebo sídlo jednotlivých členů, den vzniku a zániku funkce, způsob, jakým za nadaci jednají a od účinnosti občanského zákoníku také počet členů správní rady.
Kontrolní a revizní orgán nadace je dozorčí rada (má alespoň tři členy). Musí být zřízena vždy, pokud výše nadačního kapitálu přesahuje 5.000.000 Kč. Není- li zřízena vykonává její funkci revizor. Nadační listina nebo statut nadace mohou stanovit, že funkci revizora bude vykonávat právnická osoba, jejíž předmět činnosti umožňuje výkon kontrolní a revizní činnosti. Neurčí-li nadační listina jiný způsob, volí a odvolává revizora správní rada.

## Přeměna nadace
K přeměně nadace může dojít:
- jejím sloučením s jinou nadací nebo s nadačním fondem – pokud to nadační listina nevylučuje a zúčastněné osoby slouží témuž nebo obdobnému účelu nebo
- změnou právní formy na nadační fond.[20]

Smlouva o sloučení vyžaduje formu veřejné listiny a minimálně obsahuje:
- údaje o názvu, sídle a identifikující údaj zúčastněných osob s uvedením, která z nich je zanikající a která nástupnická,
- určení, v jaké struktuře přejímá nástupnická osoba složky vlastního kapitálu a cizího kapitálu zanikající osoby, jež nejsou závazkem,
- výši nadačního kapitálu, je-li nástupnickou osobou nadace,
- dohodu o změně statutu nástupnické osoby, dochází-li v důsledku sloučení k takové změně,
- rozhodný den.[21]

Před sloučením dozorčí rady nebo revizoři zúčastněných osob přezkoumají účetnictví a sestaví zprávu včetně stanoviska k návrhu smlouvy o sloučení a k hospodářským důsledkům sloučení. Správní rada může návrh smlouvy o sloučení přijmout nebo odmítnout.
Návrh na zápis sloučení do veřejného rejstříku podávají všechny zúčastněné osoby. Na základě návrhu se provede zápis sloučení a úpravy ve veřejném rejstříku s tím spojené.

## Majetek nadace a nadační kapitál
Majetek nadace tvoří nadační jistina (soubor předmětů vkladů do nadace, popřípadě i nadačních darů) a ostatní majetek. Nadační jistina musí mít celkovou hodnotu odpovídající alespoň výši 500 000 Kč. Peněžní vyjádření nadační jistiny je nadační kapitál. Výše nadačního kapitálu se zapisuje do veřejného rejstříku.
Správní rada nadace může rozhodnout o zvýšení nadačního kapitálu nebo může nadace snížit nadační kapitál zkrácením nadační jistiny, pokud to vyžaduje zájem na hospodárnějším naplňování jejího účelu. Rozhodnutí o snížení nadačního kapitálu obsahuje částku, o kterou se nadační kapitál snižuje, a důvod, ze kterého se snižuje. Zakazuje se snížit nadační kapitál na částku nižší než 500 000 Kč.
Přidružený fond je novým institutem nadačního práva, který nový občanský zákoník zavádí. Využívá se především v situaci, kdy nějaká osoba vlastní určité prostředky, které chce účelově využít, ale nechce přímo zakládat nadaci či nadační fond. Tyto prostředky tak svěří do správy nadace, která s nimi hospodaří. Nakládá s nimi ale zvlášť od svých vlastních prostředků a eviduje je také zvlášť. Práva a povinnosti vznikají při nakládání s přidruženým fondem pouze spravující nadaci. Přidružený fond nemá právní subjektivitu, není tedy právnickou osobou.

## Zrušení a zánik nadace
Zániku nadace předchází její zrušení. Občanský zákoník rozděluje zrušení nadace na zrušení s likvidací (bez právního nástupce) a zrušení bez likvidace, při kterém právní nástupce vzniká.
Zrušení s likvidací nastává v případě dosažení účelu, uplynutím sjednané doby či soudem v zákonem stanovených případech. Nadace má zakázáno zpeněžení majetkové podstaty nad rámec svých dluhů a s likvidačním zůstatkem nakládá dle nadační listiny (jinak se nabídne nadaci či nadačnímu fondu s obdobným účelem nebo nově obci, kraji či státu).
Zrušení bez likvidace nastává v případě fúze sloučením nebo změnou právní formy. Vnitrostátní fúze může být vyloučena nadační listinou, rozhodují o ní správní rady slučovaných subjektů. Změnu právní formy lze provést jen pokud je výslovně uvedena tato možnost v nadační listině. Je možná změna z nadačního fondu na nadaci i z nadace na nadační fond, rozhoduje o ní správní rada.
Právní existence nadací končí až veřejnoprávním aktem, kterým je výmaz nadace z nadačního rejstříku.

## Podnikání nadací
Občanský zákoník upravuje možnost nadací podnikat. Je možné rozlišit:
- Podnikání nepřímé – nadace se podílí na podnikání jiných osob. Výraz „nepřímé podnikání“ však není přesný. Je jím pouze vyjadřováno, že určitá osoba (nadace) neprovádí určitou činnost na vlastní účet, ale prostřednictvím majetkové účasti na podnikání a řízení (vedení) jiné osoby. Většinou tedy nejde o podnikání v pravém slova smyslu, neboť především držení majetkových účastí na podnikajících korporacích, je správou vlastního majetku a podnikáním v zásadě není. „Nepřímé“ podnikání nebylo v zákonu o nadacích a nadačních fondech zcela vyloučeno, ale podstatným způsobem omezeno, a to ve dvou ohledech. Nadace se mohly podílet pouze na podnikání akciových společností a rozsah celkové majetkové účasti na těchto podnikajících subjektech nesměl přesáhnout 20 % z majetku nadace po odečtení hodnoty nadačního jmění. Zákaz (resp. omezení) podnikání byl odůvodněn především snahou o uchování nadačního majetku pro naplňování obecně prospěšného účelu nadace a snahou eliminovat možná rizika s podnikáním spojená. V praxi však tento přístup působil obtíže a nadace byly nuceny hledat jiné způsoby, jakými dosáhnout potřebného efektu. Proto bylo přistoupeno k částečné liberalizaci a nadacím je napříště podnikání umožněno při dodržování zákonem stanovených omezení.[29]

- Podnikání přímé – nadace může podnikat „přímo“, tj. vyvíjet samostatně a soustavně na vlastní účet a odpovědnost výdělečnou činnost za účelem dosažení zisku. Základní podmínkou je, že tak činí jako „pouhou vedlejší činnost“ a případný zisk znovu použije k podpoře účelu, pro který byla založena.[29]

## Historie nadací v Česku
Myšlenka institutu nadace sahá až do daleké historie. Nadace však prošly od klasického římského práva až do současnosti dlouhým vývojem. Idea někomu pomoci a solidarita je však společná všem lidem a nadace mají tedy podobný základ ve všech zemích.
Do roku 1918, kdy vzniklo Československo jako samostatný stát, bylo území současné České republiky součástí Rakousko-Uherska. Zde bylo nadační právo regulováno převážně veřejným právem. Pro nadace v samostatném československém státu byla významná Saintgermainská smlouva, kde byly nadace poprvé zakotveny a uznány. Další vývoj zbrzdila hospodářská krize a nástup fašismu. Nebyl dán tedy prostor pro vytvoření nadačního zákonodárství. V roce 1953 byla zrušena nadace jako právní forma. Institut nadace se opět objevil až v novele hospodářského zákoníku z r. 1990, kde byla nadace uznána jako samostatný typ právnické osoby. Tato úprava ale nevyhovovala a proto od 1. 1. 1992 bylo do občanského zákoníku vloženo odkazující ustanovení na samostatný zákon o nadacích. Tento zákon nabyl účinnosti v roce 1997, kdy byl přijat zákon o nadacích a nadačních fondech č. 227/1997 Sb. Právní úprava nadací byla však dost liberální, docházelo ke zneužívání, a tím pádem i k postupné ztrátě důvěry veřejnosti v obecně prospěšné poslání nadací. V roce 2010 byl proto tento zákon novelizován a stal se komplexním právním předpisem se soukromoprávními i veřejnoprávními prvky.
Od 1. 1. 2014 nabyl účinnosti nový občanský zákoník, který nyní nově zahrnuje i úpravu korporací a fundací a tedy sem spadá i úprava nadací a nadačních fondů.